# Бруталист
«Бруталист» (англ. The Brutalist) — американский драматический фильм 2024 года режиссёра Брэди Корбета. Кинолента получила 10 номинаций на премию «Оскар», в том числе в категории «Лучший фильм». В трёх из них одержала победу — «Лучшая мужская роль» (Эдриен Броуди), «Лучшая музыка к фильму» (Дэниэл Блумберг) и «Лучшая операторская работа» (Лу Кроули).

## Сюжет
Фильм повествует о тридцати трёх годах жизни Ласло Тота, венгерского архитектора еврейского происхождения, представителя стиля «брутализм», пережившего Холокост. После окончания Второй мировой войны, в 1947 году, он эмигрировал в Соединённые Штаты Америки. Ласло устраивается жить и работать у своего кузена Атиллы, владельца мебельного бизнеса. Ласло получает заказ на реновацию библиотеки в округе Бакс, но заказчик остался недоволен результатами и не расплатился с подрядчиком. Кузен выгоняет Ласло на улицу без гроша. Он вынужден выживать и берётся за любую работу. Ласло мучают постоянные боли в сломанном носе, и он становится наркозависимым.
Спустя некоторое время, заказчик в лице богатого предпринимателя Харрисона Ли Ван Бюрена позитивно оценивает результаты перестройки библиотеки и соглашается заплатить исполнителю. Более того, Харрисон готов передать Ласло более крупный заказ на мемориальный центр памяти его матери. Жизнь Ласло начинает налаживаться. Однако, его преследуют проблемы из-за зависимости от героина. В 1953 году Ласло добивается переезда в США жены Эржебет и племянницы Зофии. Из-за пережитых военных ужасов и лишений его супруга прикована к инвалидной коляске, а племянница временно потеряла способность говорить. В 1958 году Ласло переезжает в Нью-Йорк на новую работу в архитектурную фирму. Сложные отношения между Ласло и Харрисоном Ли Ван Бюреном и наркозависимость замедляют завершение главного проекта всей жизни архитектора.
Только в 1980 году на архитектурной выставке в Венеции, подводящей итоги работы Ласло Тота, Зофия от имени дяди рассказывает о законченном проекте мемориального комплекса.

## В ролях
- Эдриен Броуди — Ласло Тот[5]
- Фелисити Джонс — Эржебет Тот
- Гай Пирс — Харрисон Ли Ван Бюрен
- Джо Элвин — Гарри Ли Ван Бюрен
- Джонатан Хайд — Лесли Вудроу
- Исаак де Банколе — Гордон
- Алессандро Нивола — Аттила
- Рэффи Кэссиди — Зофия
- Стэйси Марин — Мэгги Ван Бюрен

## Производство
Съёмки были начаты в январе 2021 года в Польше.
2 сентября 2020 года Deadline объявил, что Джоэл Эдгертон и Марион Котийяр были утверждены на главные роли в фильме, а Марк Райлэнс исполнит роль таинственного клиента Ласло. 11 апреля 2023 года было объявлено, что роли в фильме сыграют Эдриан Броуди, Фелисити Джонс и Гай Пирс, в то время как Эдгертон, Котийяр, Райлэнс, а также Себастиан Стэн и Ванесса Кирби выбывают из проекта.
Эдриен Броуди получил «Оскар» в номинации «лучший актёр» за исполнение роли Ласло Тота.

## Награды и номинации
| Премия                     | Дата            | Категория                                                     | Номинант        | Итог      | Прим. |
| -------------------------- | --------------- | ------------------------------------------------------------- | --------------- | --------- | ----- |
| «Оскар»                    |                 | Лучшая мужская роль                                           | Эдриен Броуди   | Победа    |       |
| «Оскар»                    |                 | Лучшая музыка                                                 | Дэниэл Блумберг | Победа    |       |
| «Оскар»                    |                 | Лучшая операторская работа                                    | Лу Кроули       | Победа    |       |
| Венецианский кинофестиваль | 7 сентября 2024 | Золотой лев                                                   | Бруталист       | Номинация | [ 8 ] |
| Венецианский кинофестиваль | 7 сентября 2024 | Серебряный лев                                                | Бруталист       | Победа    | [ 8 ] |
| Венецианский кинофестиваль | 7 сентября 2024 | Лучший фильм по версии молодёжного жюри                       | Бруталист       | Победа    | [ 9 ] |
| Венецианский кинофестиваль | 7 сентября 2024 | Premio CinemaSarà                                             | Бруталист       | Победа    | [ 9 ] |
| Венецианский кинофестиваль | 7 сентября 2024 | Приз ФИПРЕССИ                                                 | Бруталист       | Победа    | [ 9 ] |
| Венецианский кинофестиваль | 7 сентября 2024 | UNIMED Award за ценность культурного разнообразия в искусстве | Бруталист       | Победа    | [ 9 ] |